# شهرك سادات (مقاطعة دهلران)
شهرك سادات (بالفارسية: شهرک سادات) هي قرية تقع في قسم دشت عباس الريفي (مقاطعة دهلران) في إيران. يقدر عدد سكانها بـ 237 نسمة بحسب إحصاء 2016.